# فرودگاه واپینیشا
فرودگاه واپینیشا   (به انگلیسی: Wapinitia Airport)  یک فرودگاه خصوصی   است که یک باند فرود چمن دارد و طول باند آن ۷۳۱ متر است. این فرودگاه در  کشور ایالات متحده آمریکا قرار دارد و در ارتفاع ۵۸۲ متری از سطح دریا واقع شده است.